# 領導力
領導（Leadership）也稱為領導力，是個人或是组织帶領其他個人、團隊或是整個組織的能力，是社會學中的一個研究領域，也是實務技能。文獻對領導有許多方面的探討。東方及西方的觀點不同，而西方觀點中，美國及歐洲的觀點也不同。美國學術界定義領導為「一個社會影響的過程，其中一個人可以得到其他人的協助以及同儕支持，以完成一個共同的任務」。歐洲（以及一些非學術）的觀點認為領導力不只是藉著有共同目標來進行，其中也包尋求個人權力。
領導力研究的相關理論有包括領導的特質、情境交互作用、機能、行為、權力、願景及價值、魅力、智能等。